# 뉴뇨아
뉴뇨아(스페인어: Ñuñoa)는 칠레 산티아고 수도주 산티아고 현의 코무나이다.